# Benedict Arnold
Benedict Arnold V (Norwich, Connecticut, 14 de gener del 1741 – Londres, Regne Unit, 14 de juny de 1801) fou un general estatunidenc que passà al bàndol britànic durant la Guerra de la Independència dels Estats Units.

## Carrera militar
Arnold fou l'últim dels sis fills que tingueren Benedict Arnold III (1683–1761) i Hannah Waterman King, dos colons d'origen anglès però nascuts a les Tretze Colònies. El seu nom fou elegit en honor del seu besavi Benedict Arnold, que havia estat governador de la colònia de Rhode Island, i en honor de Benedict Arnold IV, que morí durant la seva infància abans que Benedict Arnold V nasqués. Només Benedict i la seva germana Hannah arribaren a l'edat adulta: els seus altres germans moriren a causa de la febre groga quan eren nens. Per part de la seva àvia materna, Arnold descendia de John Lothropp, un ancestre d'almenys quatre presidents dels Estats Units.
Als 15 anys s'uní a les milícies de la colònia de Connecticut. En aquella condició, Arnold participà en l'exèrcit de colons que marxà a Albany i Lake George per donar suport les tropes britàniques que s'enfrontaven a la invasió francesa des del Canadà a la Batalla de Fort William Henry, al teatre americà de la guerra dels Set Anys.
Quan el 1776 les Tretze Colònies proclamaren la seva independència del Regne de la Gran Bretanya, Arnold s'uní novament a la milícia de Connecticut i participà en els primers combats contra les tropes britàniques. El 1777 se li confià el lideratge de les tropes de la vall del riu Hudson per evitar la penetració de les tropes britàniques des del Canadà, que per la via del riu podrien atacar les colònies de Pennsilvània i Nova York.
Mentre combatia pels estatunidencs es distingí per les seves mostres de coratge i valentia a la captura de Fort Ticonderoga el 1775 i la batalla de Saratoga el 1777. S'oposà fermament a la decisió presa pel Congrés Continental de formar una aliança amb França, car havia patit algunes derrotes a mans dels francesos i els seus aliats indígenes a la guerra (1754–1763).
El 1779 se li confià el lideratge del fort estatunidenc de West Point (Nova York), punt estratègic que controlava l'accés des de les costes atlàntiques cap a l'interior de la colònia de Nova York. Tanmateix, aleshores Arnold ja havia tingut conflictes amb els seus superiors. Havent perdut el suport del Congrés Continental i els militars americans, car li devien certa quantitat de diners per pagues endarrerides, també fou acusat de corrupció. Arnold patí també una gran pressió per part de la seva esposa, que era lleial a la corona britànica juntament amb el seu sogre i la resta de la seva família política.

## Traïció
Al setembre del 1780, quan ja s'havien danyat les seves relacions amb els independentistes estatunidencs, Arnold ordí el seu pla, que si hagués funcionat hauria atorgat el control de la vall del riu Hudson a les forces britàniques i les hauria ajudat a dividir les Tretze Colònies per la meitat.
Al llarg de l'any 1780 Arnold intentà contactar amb els caps militars britànics per oferir-los els seus serveis i aconseguir que hi confiessin. Finalment Arnold aconseguí contactar amb el general britànic Sir Henry Clinton i oferí canviar de bàndol i rendir el fort de West Point, que estava sota el seu comandament. Clinton acceptà els serveis d'Arnold i li prometé un alt grau militar a l'exèrcit britànic així com una elevada suma de diners, per la qual cosa li envià com a intermediari el major John André.
El complot es descobrí quan al setembre del 1780 André fou descobert per milicians estatunidencs mentre fugia de tornada a les files britàniques. En poder d'André es trobaven papers que demostraven la traïció de Benedict Arnold i això es difongué aviat als caps de l'Exèrcit Continental. Arnold fugí al bàndol britànic tan aviat com sabé de la captura d'André (que fou penjat com a espia poc després), abans que fos capturat per tropes estatunidenques despatxades pel mateix George Washington.
Una vegada sa i estalvi, Arnold dirigí les forces britàniques a Nova York, per la qual cosa fou nomenat general de brigada a l'exèrcit britànic, a més de rebre un premi de 6.000 lliures esterlines. A inicis del 1781 continuà dirigint tropes britàniques, però després de la derrota britànica a Yorktown a l'octubre del mateix any, hagué de migrar amb la seva esposa i fills a Gran Bretanya, car aquest triomf dels colons amenaçava tota la posició britànica en Nova York, ciutat on Arnold havia establert la seva família.
Ja a Gran Bretanya, Arnold demanà al govern de Lord North la continuació de la guerra contra les Tretze Colònies, oferint-se per tornar a la lluita, però sense trobar resposta favorable. Arnold s'establí definitivament a Londres, on es dedicà al comerç ultramarí amb desigual fortuna, guanyant certa riquesa però també acumulant deutes. El govern britànic tampoc no acceptà les seves reiterades peticions d'ocupar càrrecs oficials importants i a la pràctica mai no se li atorgaren comandaments militars efectius.
La signatura del tractat pel qual Gran Bretanya reconeixia la independència dels Estats Units impedí definitivament a Arnold tornar a la seva terra. Irònicament, Arnold fou qüestionat pels whigs del parlament britànic per haver traït els seus caps, mentre que fou simultàniament ignorat pels tories, que s'havien oposat a tota entesa amb els colons però desconfiaven del tardà canvi de bàndol d'Arnold. Arnold morí a Londres el 1801. El seu nom és sinònim de traïció als Estats Units avui en dia.

## Llegat
Mentre que als altres protagonistes estatunidencs de la seva època se'ls han dedicat innumerables monuments arreu dels Estats Units, a Benedict Arnold només se'l recorda amb un curiós monument de pedra en forma de bota al Parc Nacional històric de Saratoga, per la seva indubtable participació en el triomf estatunidenc d'aquella jornada. Té aquesta forma perquè en aquesta batalla, en efectuar una molt arriscada càrrega a cavall contra l'enemic, Arnold rebé un impacte de bala al peu.
Aquest monument manca de nom escrit, tot i que dona bastants pistes sobre la identitat de l'homenatjat: "En memòria del més brillant soldat de l'Exèrcit Continental, que fou desesperadament ferit en aquest precís lloc […] aconseguint pels seus paisans la decisiva batalla de la Revolució Americana i per si mateix el rang de Major General".